# Medvedemolpus
Medvedemolpus – rodzaj chrząszczy z rodziny stonkowatych, podrodziny Eumolpinae i plemienia Nodinini.
Rodzaj ten wprowadzony został w 2010 roku przez Aleksieja G. Mosejkę, który jego gatunkiem typowym wyznaczył M. bakeri. Nazwa rodzajowa nadana została na cześć Lwa N. Miedwiediewa.
Chrząszcze o szeroko owalnym ciele długości od 4,7 do 7,6 mm, nagim i pozbawionym metalicznego połysku. Hipognatyczna głowa ma nieoddzielony od czoła, trapezowaty frontoclypeus i wąskie rowki wzdłuż górnej części wykrojonego zewnętrznego brzegu oczu. Czułki i stopy rozjaśnione, te pierwsze o nico rozszerzonych członach od piątego do ostatniego. Przedplecze o obrzeżonych bocznych brzegach, u nasady węższe od pokryw. Szew hypopleuralny nie sięga brzegów bocznych przedplecza. Odnóża o lekko rozdwojonych pazurkach. Środkowa i tylna para nóg o wykrojonych goleniach. Ząbek na przednich udach nieobecny, na środkowych prawie niewidoczny, na tylnych bardzo mały. Pokrywy z rozwiniętymi guzami barkowymi i epipleurami, opatrzone 12 rządkami punktów każda. Odwłok bez podłużnych rowków na pygidium, u samicy z krótkim i kompletnym pokładełkiem.
Wszystkie znane gatunki są endemitami Filipin.
Należą 4 opisane gatunki:
- Medvedemolpus bakeri Moseyko, 2010
- Medvedemolpus basilianus Moseyko, 2010
- Medvedemolpus quadripunctatus Moseyko, 2010
- Medvedemolpus quinquepunctatus Moseyko, 2010